# كلية الأعمال (الجامعة الأردنية)
كلية الأعمال في الجامعة الأردنية هي كلية إنسانية تابعة للجامعة الأردنية في عمّان، الأردن. تأسست الكلية عام 1965، وتضم سبعة أقسام، وهم: قسم إدارة الأعمال، وقسم المحاسبة، وقسم التمويل، وقسم التسويق، وقسم اقتصاد الأعمال، وقسم نظم المعلومات الإدارية، وقسم الإدارة العامة.

## عمداء الكلية
هذه قائمة بعمداء الكلية منذ تأسيسها.
- رشيد الدقر، 1965-1973.
- كامل أبو جابر، 1973-1979.
- فوزي غرايبة، 1983-1986.
- وديع شرايحة، الفترة الأولى: 1979-1983، والفترة الثانية: 1986-1989.
- إسماعيل عبد الرحمن، 1989-1991.
- شفيق العتوم، 1991-1993.
- محسن مخامرة، 1993-1997.
- امل الفرحان، 1997-2001.
- محمود العميان، 2001-2005.
- بشير الزعبي، 2007-2008.
- هاني الضمور، 2008-2010.
- زعبي الزعبي، 2013- 2016.
- موسى اللوزي، الفترة الأولى: 2005-2007، والفترة الثانية: 2010-2013.
- رفعت الشناق، 2016-2018.
- فايز سليم حداد، 2018-2023.
- رائد مساعدة، 2023-2024.
- سامر الدحيات، 2024-لحد الان.